# Список экорегионов Индии
Из-за своего размера и диапазона широт, рельефа и климата, в Индии наблюдается большое разнообразие экорегионов, начиная от снегов и льдов до влажного тропического леса.
Гималаи на севере Индии являются границей между крупными экозонами — Палеарктикой, которая охватывает большую часть умеренных и арктических широт Евразии и Индомалайю, которая охватывает большую часть индийского субконтинента и распространяется на Индокитай, Сундаланд (Малайзия и западная Индонезия) и Филиппины.

## Список экорегионов Индии
| Экозона            | Биом                                                     | Экорегион                                                       | Штат                                                                                                   |
| Индомалайская зона | Влажные тропические леса                                 | Дождевые леса Андаманских островов                              | Андаманские и Никобарские острова                                                                      |
| Индомалайская зона | Влажные тропические леса                                 | Полувечнозелёные леса долины Брахмапутры                        | Аруначал-Прадеш, Ассам, Мегхалая, Нагаленд                                                             |
| Индомалайская зона | Влажные тропические леса                                 | Влажные лиственные леса Восточного Нагорья                      | Андхра-Прадеш, Джаркханд, Западная Бенгалия, Мадхья-Прадеш, Махараштра, Орисса, Чхаттисгарх            |
| Индомалайская зона | Влажные тропические леса                                 | Гималайские субтропические широколиственные леса                | Бихар, Сикким, Уттар-Прадеш, Западная Бенгалия                                                         |
| Индомалайская зона | Влажные тропические леса                                 | Влажные лиственные леса долины нижнего Ганга                    | Ассам, Бихар, Джаркханд, Мадхья-Прадеш, Орисса, Трипура, Уттар-Прадеш, Западная Бенгалия               |
| Индомалайская зона | Влажные тропические леса                                 | Влажные леса Малабарского берега                                | Гоа, Карнатака, Керала, Махараштра, Тамилнад                                                           |
| Индомалайская зона | Влажные тропические леса                                 | Влажные тропические леса Мальдив, Лакшадвипа и архипелага Чагос | Лакшадвип                                                                                              |
| Индомалайская зона | Влажные тропические леса                                 | Мегхалайские субтропические леса                                | Ассам, Мегхалая, Нагаленд                                                                              |
| Индомалайская зона | Влажные тропические леса                                 | Дождевые леса Мизорама-Манипура-Качина                          | Ассам , Манипур, Мизорам , Нагаленд, Трипура                                                           |
| Индомалайская зона | Влажные тропические леса                                 | Дождевые леса Никобарских островов                              | Андаманские и Никобарские острова                                                                      |
| Индомалайская зона | Влажные тропические леса                                 | Влажные широколиственные леса севера Западных Гхат              | Даман и Диу, Дадра и Нагар-Хавели, Гоа , Гуджарат, Карнатака, Махараштра                               |
| Индомалайская зона | Влажные тропические леса                                 | Горные дождевые леса севера Западных Гхат                       | Гоа, Гуджарат, Гоа , Карнатака, Махараштра                                                             |
| Индомалайская зона | Влажные тропические леса                                 | Орисские полувечнозелёные леса                                  | Андра Прадеш, Орисса                                                                                   |
| Индомалайская зона | Влажные тропические леса                                 | Влажные широколиственные леса юга Западных Гхат                 | Карнатака, Керала, Тамилнад                                                                            |
| Индомалайская зона | Влажные тропические леса                                 | Горные дождевые леса юга Западных Гхат                          | Карнатака, Керала, Тамилнад , Карнатака, Махараштра                                                    |
| Индомалайская зона | Влажные тропические леса                                 | Сундарбанские пресноводные заболоченные леса                    | Западная Бенгалия                                                                                      |
| Индомалайская зона | Влажные тропические леса                                 | Влажные лиственные леса долины верхнего Ганга                   | Бихар, Дели, Харьяна, Химачал-Прадеш, Мадхья-Прадеш, Раджастхан, Уттар-Прадеш, Уттаракханд             |
| Индомалайская зона | Тропические и субтропические сухие широколиственные леса | Сухие листопадные леса Центрального Декана                      | Андхра-Прадеш, Чхаттисгарх, Карнатака, Мадхья-Прадеш, Махараштра                                       |
| Индомалайская зона | Тропические и субтропические сухие широколиственные леса | Сухие лиственные леса плато Нагпур                              | Бихар, Чхаттисгарх, Джаркханд, Мадхья-Прадеш, Орисса, Уттар-Прадеш, Западная Бенгалия                  |
| Индомалайская зона | Тропические и субтропические сухие широколиственные леса | Сухие вечнозелёные леса востока плоскогорья Декан               | Андхра-Прадеш, Пудучерри, Тамилнад                                                                     |
| Индомалайская зона | Тропические и субтропические сухие широколиственные леса | Катхиявар-Гирские сухие лиственные леса                         | Даман и Диу, Гуджарат, Харьяна, Мадхья-Прадеш, Махараштра, Раджастхан, Уттар-Прадеш,                   |
| Индомалайская зона | Тропические и субтропические сухие широколиственные леса | Сухие лиственные леса долины Нармада                            | Чхаттисгарх, Гуджарат, Карнатака, Мадхья-Прадеш, Махараштра, Уттар-Прадеш                              |
| Индомалайская зона | Тропические и субтропические сухие широколиственные леса | Северные сухие лиственные леса                                  | Чхаттисгарх, Орисса                                                                                    |
| Индомалайская зона | Тропические и субтропические сухие широколиственные леса | Сухие листопадные леса Южного Декана                            | Карнатака, Тамилнад                                                                                    |
| Индомалайская зона | Тропические и субтропические хвойные леса                | Гималайские субтропические сосновые                             | Химачал-Прадеш, Джамму и Кашмир, Ладакх, Пенджаб, Сикким, Уттар-Прадеш, Уттаракханд, Западная Бенгалия |
| Индомалайская зона | Тропические и субтропические хвойные леса                | Сосновые леса северной Индии и Мьянмы                           | Манипур, Нагаленд                                                                                      |
| Индомалайская зона | Умеренные широколиственные и смешанные леса              | Восточногималайские широколиственные леса                       | Аруначал-Прадеш, Ассам, Нагаленд, Сикким, Западная Бенгалия, Химачал-Прадеш                            |
| Индомалайская зона | Умеренные широколиственные и смешанные леса              | Западногималайские широколиственные леса                        | Джамму и Кашмир, Пенджаб, Уттаракханд                                                                  |
| Индомалайская зона | Умеренные хвойные леса                                   | Восточногималайские субальпийские хвойные леса                  | Аруначал-Прадеш, Сикким, Западная Бенгалия                                                             |
| Индомалайская зона | Умеренные хвойные леса                                   | Западногималайские субальпийские хвойные леса                   | Химачал-Прадеш, Ладакх, Уттаракханд                                                                    |
| Индомалайская зона | Тропические и субтропические луга, саванны и кустарники  | Саванны и луга Тераи-Дуара                                      | Ассам, Бихар, Уттар-Прадеш, Уттаракханд, Западная Бенгалия                                             |
| Индомалайская зона | Затопленные луга и саванны                               | Сезонные солёные болота Большого Качского Ранна                 | Гуджарат                                                                                               |
| Индомалайская зона | Пустыни и засухоустойчивые кустарники                    | Колючие лесные заросли плоскогорья Декан                        | Андхра-Прадеш, Карнатака, Мадхья-Прадеш, Махараштра, Тамилнед                                          |
| Индомалайская зона | Пустыни и засухоустойчивые кустарники                    | Севернозападные колючие лесные заросли                          | Чандигарх, Дели,\| Гуджарат, Харьяна, Химачал-Прадеш, Джамму и Кашмир, Ладакх, Пенджаб, Раджастхан     |
| Индомалайская зона | Пустыни и засухоустойчивые кустарники                    | Пустыня Тар                                                     | Гуджарат, Харьяна, Раджастхан                                                                          |
| Индомалайская зона | Мангры                                                   | Мангровые леса Годавари-Кришна                                  | Андхра-Прадеш, Орисса, Тамилнад                                                                        |
| Индомалайская зона | Мангры                                                   | Мангровые леса Инда и Аравийского моря                          | Даман и Диу, Гуджарат, Махараштра                                                                      |
| Индомалайская зона | Мангры                                                   | Сундарбанские мангры                                            | Западная Бенгалия                                                                                      |
| Палеарктика        | Умеренные хвойные леса                                   | Северовосточные гималайские субальпийские хвойные леса          | Аруначал-Прадеш                                                                                        |
| Палеарктика        | Горные луга и кустарники                                 | Альпийские степи центрального Тибетского нагорья                | Ладакх                                                                                                 |
| Палеарктика        | Горные луга и кустарники                                 | Восточногималайские альпийские луга и кустарники                | Аруначал-Прадеш, Сикким                                                                                |
| Палеарктика        | Горные луга и кустарники                                 | Альпийские степи Каракорума и западного Тибетского нагорья      | Ладакх                                                                                                 |
| Палеарктика        | Горные луга и кустарники                                 | Северо-Западные гималайские альпийские луга и кустарники        | Химачал-Прадеш, Ладакх                                                                                 |
| Палеарктика        | Горные луга и кустарники                                 | Западногималайские альпийские луга и кустарники                 | Химачал-Прадеш, Уттаракханд                                                                            |